# Юклята (Кулігинське сільське поселення)
Юкля́та (рос. Юклята) — присілок в Кезькому районі Удмуртії, Росія.
Населення — 5 осіб (2010; 11 в 2002).
Національний склад станом на 2002 рік:
- росіяни — 100 %